# Трасамунд
Трасамунд (лат: Thrasamundus, рођ. 450. — умро 523. год.) је био краљ Вандала и Алана од 496. до 523. године.
Трасамунд је био син Гентона, сина оснивача вандалске краљевине у северној Африци, краља Гејсериха. По Гејсериховом закону краљевски престо се унутар владарске породице наслеђивао по начелу сениоријата, односно краљевска круна је прелазила на најстаријег мушког члана династије. Трасамунд је тако 3. септембра 496. године наследио рођеног брата Гунтамунда.
Нови краљ Вандала важио је за образованог и мудрог човека, умереног у погледу верске политике. Као присталица аријанства, Трасамунд је у почетку покушавао да преобрати православне даровима и разним уносним положајима. Одржавао је пријатељске односе са византијским царем Анастасијем I који је због своје монофизитске политике био неприхватљив као заштитник за Трасамундове романске поданике. Међутим, црквени раскол (Акакијева шизма) између Рима и Константинопоља је залечен 519. након доласка Јустина I на царски престо. Након што се владар из далеког Цариграда поново појавио као заточник православних, Трасамунд је наредио затварање неколико цркава и протеривање православних епископа на Сардинију. Дипломате цара Јустина су новембра 519. приспеле у Картагину и затражиле опозив прогнаних. Делегација није ништа постигла, али је отпочела период у току кога се источноримски двор непрестано мешао у унутрашње проблеме Вандалске краљевине.
Трасамунд је већ у време ступања на престо био удовац и око 500. године је оженио се Амалафридом, сестром остроготског краља Италије Теодориха. Односи између дворова у Картагини и Равени ипак су се погоршали након 511. године када је претендент на визиготски престо Гесалих нашао уточиште код Трасамунда. Трасамунд је дао Гесалиху нешто новца, али не и људство, и дозволио му је да се врати у Хиспанију. Геселих је убрзо поражен у свом покушају да преотме визиготску круну Теодориховом унуку, тако да је Трасамунд путем дипломатске преписке изгладио односе са моћним остроготским краљем.
У погледу односа са Берберима, Трасамунд је имао далеко мање успеха. Кабаон, берберски поглавар, који је годинама служио Вандале, подигао се на устанак у Триполитанији (данас западни део Либије). Иако паганин, Кабаон је помогао поправку православних цркава које су Вандали разрушили, тако да је уживао симпатије Романа у северној Африци. Трасамунд је у неколико наврата лично водио походе против Бербера, али је вандалска војска претрпела тежак пораз и Кабаон је практично успоставио независну краљевину у залеђу афричке средоземне обале. Бербери су чак 523. заузели и опљачкали важан лучки град Лептис Магну.
Хилдерих је 523. био на самрти и заклео је свог брата од стрица и наследника Хилдериха да не дозволи да се православном свештенству врате пређашње привилегије и црквена имовина. Умро је 6. маја исте године, а Хилдерих није одржао своју заклетву положену покојном претходнику.